# 近谷直之
近谷 直之（ちかたに なおゆき、男性、1988年4月30日- ）は、日本のソングライター、編曲家、音楽プロデューサー。
岐阜県生まれ。慶應義塾中等部、慶應義塾高等学校、慶應義塾大学経済学部卒業。

## 来歴
幼少からピアノをはじめ、学生時よりバンド活動でギターやオーケストラ部でビオラパートに所属する傍ら 慶應義塾創立150周年祝典曲やTV番組のテーマ音楽、杏の歌うドラマの劇中歌など作曲。卒業後年間200本ペースでCM音楽を担当。「三井のリハウス/みんなの声鉛筆」が 2013年ACCテレビCM部門「ACCゴールド」受賞。

## 主な作品

### テレビドラマ音楽
- めんたいぴりり（2014年、テレビ西日本）
- めんたいぴりり2（2015年、テレビ西日本）
- オカンは俺より野球が好き（2019年、愛媛朝日テレビ）
- 武士スタント逢坂くん!（2021年、日本テレビ）
- あせとせっけん（2022年、毎日放送）
- 春は短し恋せよ男子。（2023年、日本テレビ）
- ガチ恋粘着獣（2023年、テレビ朝日）
- ●●ちゃん（2023年、朝日放送テレビ）
- パリピ孔明（2023年、フジテレビ）
- 東京タワー（2024年、テレビ朝日）
- 錦糸町パラダイス〜渋谷から一本〜（2024年、テレビ東京）
- きみの継ぐ香りは（2024年、TOKYO MX）

### テレビアニメ音楽
- 勇者パーティーを追放されたビーストテイマー、最強種の猫耳少女と出会う（2022年・共同：桶狭間ありさ、林ゆうき）[5]

- UniteUp! （2025年1月・共同：林ゆうき『UniteUp! -Uni:Birth-』（ユナイトアップ ユニバース）

- 妃教育から逃げたい私（2025年1月・共同：林ゆうき

### アーティスト
- PUFFY 『Fantasy Theater』
- SHADOW OF LAFFANDOR ラファンドール国物語[6]
- BiSH 世界で一番綺麗なBiSH オーケストラアレンジ
- V6 (グループ) 『雨』、『家族』(アルバム『STEP』) Strings Arranged
- androp 『Story』 Strings Arranged
- 玉井詩織 『Shape』(2024年2月23日) - 編曲
- imase 『Shine Out』 Strings Arranged

### CM音楽
- サントリー (響)
- 森永製菓
- Google (Google Chromecast篇)
- ソフトバンク (Disney Mobile on Softbank)
- ソニー  (PS4×FIFA2014)
- KFCコーポレーション
- ナチュラルビューティーベーシック (THINK BASIC篇)
- セコム (未来をセコムする篇)
- CCJC 爽健美茶 (プハーって言おうよ篇)
- サントリー ザ・プレミアム・モルツ(お歳暮こそ、プレミアム篇)
- ソニー (4K ブラビア 色彩篇)
- ニューバランス
- ユニバーサル・スタジオ・ジャパン
- 資生堂(FWB)
- GREE Dolliland (スギちゃんを倒せ篇)
- NTTドコモ (walk with you「メール」篇)
- キユーピー (Tasty Dressing 「ちいさなハレの日」篇)
- トヨタ自動車 (ETIOS)
- アサヒスーパードライ (Carnival篇)
- JR九州 (熊本＆鹿児島 笑うJR九州篇)
- 日本マクドナルド
- Inゼリー
- チョコボール

ほか多数。

### メディア出演
- 関ジャム 完全燃SHOW CM音楽特集（2018年7月1日放送）
- タモリステーション 昭和のCMソング（2024年8月17日放送）

### 映画音楽
- かしこい狗は、吠えずに笑う（2013年）
- 乃木坂46個人PV
  - 星野みなみお願いマイハート（2013年）
  - 和田まあや（2014年）
  - 生駒里奈（2015年）
- めんたいぴりり（2019年1月11日福岡県先行公開、2019年1月18日全国公開）[7]
- めんたいぴりり〜パンジーの花（2023年）
- パリピ孔明 THE MOVIE（2025年4月25日)[8]

### テレビ音楽
- 水彩物語（2010年、テレビ朝日）
- 南極日和（2010年、テレビ朝日）
- コントの日（2018年、NHK）
- 100カメ（2022年、NHK）
- ワースポ×MLB（2024年、NHK）

### ゲーム音楽
- バンダイナムコエンターテインメント　鐘を鳴らしてBONNIE PINK オーケストラアレンジ（2015年）
- コロプラ　白猫プロジェクト茶熊学園キャラクターソング（2016年）
- ちるらん にぶんの壱

キャラソンCDミニアルバム（歌：土方歳三（CV: 鈴木達央)、永倉新八（CV: 梅原裕一郎）、斉藤一（CV: 木村良平）、沖田総司（CV: 代永翼、原田左之助（CV: 蒼井翔太））
- スターオーシャン:アナムネシス・イベントキャラクターソング（2019-2021年）
  - ソフィア・エスティード（CV：榎本温子）「LOVE CONNECTION」（作曲・編曲）
  - カーリン・ケイソン（CV：赤崎千夏）「Presence of mine」（編曲）
  - ティカ・ブランシュ（CV：悠木碧）「Over the Nights」（編曲）
- 『たべごろ!スーパーモンキーボール 1・2リメイク』（2021年10月7日、PlayStation 5・PlayStation 4・Nintendo Switch・Windows）